# Charles-Nicolas-Pierre Didiot
Charles-Nicolas-Pierre Didiot, né le 26 juin 1797 à Esnes-en-Argonne (Meuse) et mort le 15 juin 1866 à Bayeux, fut évêque de Bayeux et Lisieux de 1856 à 1866.

## Biographie

### Formation
Après des études au petit séminaire de Verdun où il enseigne par la suite les humanités, Charles Didiot est ordonné prêtre pour le diocèse de Nancy le 22 décembre 1821. Nommé vicaire à Commercy, il intègre alors le presbytérium de Verdun par suite du rétablissement du siège épiscopal verdunois en 1822. Il est ensuite affecté tour à tour aux succursales de Buxières en 1824 et de Saint-Étienne de Saint-Mihiel en 1828. 

### Principaux ministères
Nommé curé de l'église Saint-Michel de Saint-Mihiel dès 1829, l'abbé Didiot se voit confier la responsabilité du grand séminaire du diocèse de Verdun dont il devient le supérieur en 1834. Monseigneur Le Tourneur le prend pour premier vicaire général en 1837, fonction où il est reconduit par monseigneur Rossat, nouvel évêque de Verdun en 1844. Principal collaborateur de l'ordinaire de Verdun pendant 19 ans, il est choisi pour diriger le diocèse de Bayeux et Lisieux le 3 mai 1856. Confirmé pour occuper ce siège par Pie IX le 16 juin 1856, il est consacré en la cathédrale Notre-Dame de Verdun le 3 août 1856 par monseigneur Louis Rossat assisté des évêques de Nancy-Toul et de Metz. 

## Armes
De gueules au chevron d'argent, chargé de trois croix recroisetées de sable, accompagné en chef des Saints Cœurs d'argent, et en pointe d'une ancre du même.

## Distinctions
- Chevalier de la Légion d'honneur (8 septembre 1858)[4]
- Comte romain[3].

## Sources
- Abbé Abel-Anastase Germain, Éloge funèbre de Mgr Didiot, Caen, 1866, Chénel, 32 p. Consultable sur Gallica.

## Référence
1. 1 2  Fiche de Mgr Didiot sur Catholic hierarchy.
2. 1 2  Abbé Abel-Anastase Germain, Éloge funèbre de Mgr Didiot, Caen, 1866, Chénel, 32p. Consultable sur Gallica.
3. 1 2  Comte de Saint Saud, Armorial des prélats  français du XIXe siècle, Paris, 1906, H. Daragon, 415 p., p. 65. Consultable sur Gallica.
4. ↑  Base Léonore.